# Andrei Gromîko

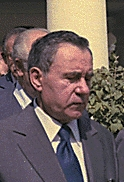
Andrei Gromîko

Andrei Andreevici Gromîko (Rus: Андрей Андреевич Громыко; Belarus Андрэй Андрэевіч Грамыка; 18 iulie 1909 – 2 iulie 1989) a fost un politician și diplomat sovietic. Gromîko a fost membru al Comitetului Central al Partidului Comunist al Uniunii Sovietice și al Biroului Politic, Ministru al Afacerilor Externe a URSS (1957–1985) și Președinte al prezidiului Sovietului Suprem al URSS(1985–1988).